# 格兰特·布坎南
格兰特·布坎南（英語：Grant Buchanan，？—），新西兰男子田径运动员。他曾代表新西兰参加1988年夏季残疾人奥林匹克运动会田径比赛，获得男子铅球1C级和男子铁饼1C级铜牌。